# Каждому по труду

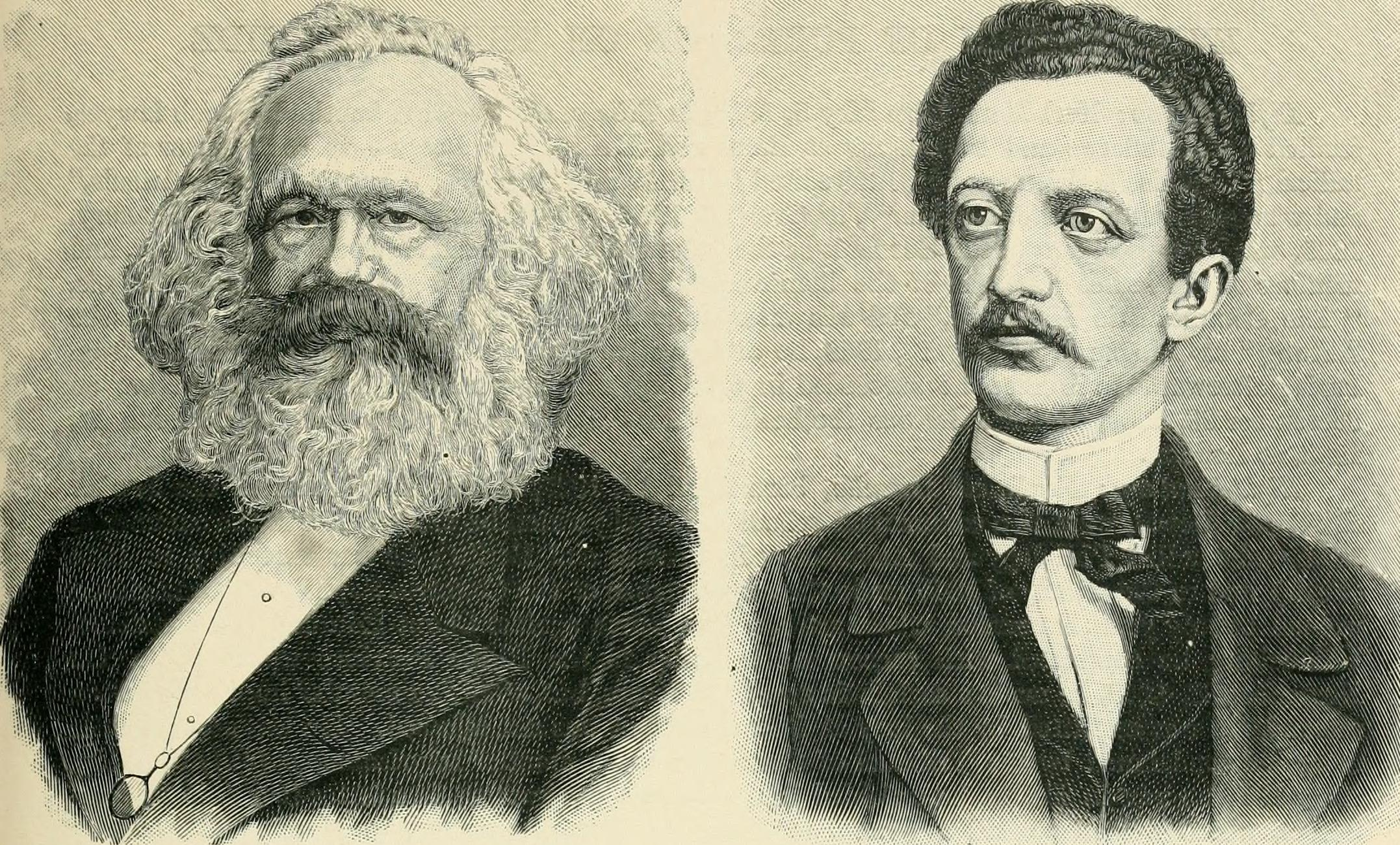
Лассаль (справа) и его критик Маркс

Каждому по труду — принцип распределения, который, согласно взглядам теоретиков социализма и коммунизма, установится в экономике первой фазы коммунизма — социализма, до его перехода во вторую фазу — полный коммунизм. Принцип распределения по труду состоит в том, что каждый участник экономических отношений получает материальные блага в соответствии с его вкладом в совокупный общественный продукт.
Фраза приписывается французскому социалисту Анри Сен-Симону и впервые опубликована в книге С.-А. Базара «Изложение учения Сен-Симона» (1829—1830). Фраза получила широкое распространение благодаря французскому анархисту и экономисту Пьеру-Жозефу Прудону, который широко использовал её в своих сочинениях.
Этот принцип был положен в основу определения социализма, выдвинутого домарксистскими социалистами: последователями Давида Рикардо, социальными анархистами, демократическими социалистами.

## Определение и цель
В разных формах идея распределения по труду высказывалась многими участниками рабочего движения, начиная от Фердинанда Лассаля и Евгения Дюринга и кончая Л. Д. Троцким.
Либертарные социалисты, такие как американский анархист Бенджамин Такер, считали социализм системой, при которой работник получает полный результат своего труда, чтобы исключить эксплуатацию и «незаработанный» доход, присваиваемый капиталистами. Рабочие с большей производительностью труда должны получать больший доход, чем рабочие со средней и малой производительностью. Кроме того, больший доход должны получать рабочие, занятые более тяжёлым, более квалифицированным, более интенсивным, более опасным трудом. Целью такого распределения, как позже утверждал Л. Д. Троцкий, состояла в стимулировании производительности труда. По Марксу, этот принцип изживёт себя как пережиток капитализма, когда труд станет привычкой, потребностью, источником морального удовлетворения, а материальные блага станут доступны в изобилии.

## «Критика Готской программы»
Корни принципа распределения по труду лежат в капиталистических принципах управления экономикой, где вознаграждение за труд зависит от количества произведённого продукта. Однако при капитализме средства производства принадлежат меньшинству капиталистов, которые сами не производят продукт, но присваивают часть продукта, произведённого другими. Утверждается, что при социализме такое присвоение будет невозможным, так как средства производства будут обобществлены.
В статье «Критика Готской программы», критикуя взгляды Фердинанда Лассаля, Маркс развивает эту концепцию. Согласно взглядам Лассаля, плоды труда должны полностью и с равным правом принадлежать членам общества, однако Маркс утверждает, что это невозможно, так как часть средств должно тратиться на содержание общественных институтов. Он объясняет, что социализм является первой фазой коммунистического общества, которая вырастает из капитализма, поэтому в экономической, политической, моральной и интеллектуальной областях социализм будет отягощён «родимыми пятнами» капитализма. Поэтому то, что работник получает за свой труд соответствует — после всех вычетов — тому, что он дал:

То, что он дал обществу, составляет его индивидуальный трудовой пай. Например, общественный рабочий день представляет собой сумму индивидуальных рабочих часов; индивидуальное рабочее время каждого отдельного производителя — это доставленная им часть общественного рабочего дня, его доля в нем. Он получает от общества квитанцию в том, что им доставлено такое-то количество труда (за вычетом его труда в пользу общественных фондов), и по этой квитанции он получает из общественных запасов такое количество предметов потребления, на которое затрачено столько же труда. То же самое количество труда, которое он дал обществу в одной форме, он получает обратно в другой форме.
В следующем абзаце Маркс объясняет, как эта система обмена соотносится с капиталистической системой обмена:

Здесь, очевидно, господствует тот же принцип, который регулирует обмен товаров, поскольку последний есть обмен равных стоимостей. Содержание и форма здесь изменились, потому что при изменившихся обстоятельствах никто не может дать ничего, кроме своего труда, и потому что, с другой стороны, в собственность отдельных лиц не может перейти ничто, кроме индивидуальных предметов потребления. Но что касается распределения последних между отдельными производителями, то здесь господствует тот же принцип, что и при обмене товарными эквивалентами: известное количество труда в одной форме обменивается на равное количество труда в другой.
Маркс утверждает, что это разумно и необходимо, однако когда общество перейдёт к высшей стадии коммунистической формации и труд станет главной жизненной потребностью человека, распределение изменится в соответствии с коммунистическим принципом «каждый по способностям, каждому по потребностям».

## Дальнейшее развитие марксистских взглядов
В книге «Государство и революция» Ленин поднял многие насущные проблемы коммунистического движения, защищая его чистоту от нападок «оппортунистов» и «реформистов». Эта работа очень важна для понимания взглядов коммунистов на «первую стадию коммунистического общества» (социализм) в сравнении с высшей стадией (собственно коммунизмом). В ответах на эти вопросы Ленин опирается на классические работы Маркса.
При описании социалистического общества он возвращается к статье Маркса «Критика Готской программы». В соответствии с взглядами Маркса он утверждает, что социализм не сможет сразу обеспечить всеобщего равенства. В этом смысле социалистическое общество будет похоже на капиталистическое. Коренное отличие этих двух обществ будет заключаться в общественной собственности на средства производства, которое обеспечит социализм.

Средства производства уже вышли из частной собственности отдельных лиц. Средства производства принадлежат всему обществу. Каждый член общества, выполняя известную долю общественно необходимой работы, получает удостоверение от общества, что он такое-то количество работы отработал. По этому удостоверению он получает из общественных складов предметов потребления соответственное количество продуктов. За вычетом того количества труда, которое идет на общественный фонд, каждый рабочий, следовательно, получает от общества столько же, сколько он ему дал.
Ленин утверждает, что такое общество является социализмом, так как реализует два принципа социализма: «кто не работает, тот не ест» и «равная плата за равный труд».
И.В. Сталин и Л. Д. Троцкий также обсуждали этот вопрос в своих работах.
Взгляды Сталина изложены в статье 12 Конституции СССР 1936 года, в которой говорится:

Статья 12.  Труд в СССР является обязанностью и делом  чести каждого  способного  к  труду  гражданина  по  принципу:  «кто не работает, тот не ест».

В СССР осуществляется принцип социализма: «от каждого по его способности, каждому — по его труду».
В тексте Конституции 1977 года эта фраза была незначительно изменена:

Статья 14.   Источником   роста   общественного   богатства, благосостояния народа  и  каждого  советского  человека  является свободный от эксплуатации труд советских людей.

В соответствии  с  принципом  социализма  «От  каждого  — по способностям,  каждому  —  по  труду»  государство   осуществляет контроль  за  мерой  труда  и потребления.
Троцкий затрагивает этот вопрос в своей известной работе «Преданная революция»:

Капитализм подготовил условия и силы социального переворота: технику, науку, пролетариат. Коммунистический строй не может, однако, прийти непосредственно на смену буржуазному обществу: материальное и культурное наследство прошлого для этого совершенно недостаточно. На первых порах своих рабочее государство не может еще позволить каждому работать "по способностям", т.е. сколько сможет и захочет, и вознаграждать каждого "по потребностям", независимо от произведенной им работы. В интересах поднятия производительных сил оказывается необходимым прибегать к привычным нормам заработной платы, т.е. к распределению жизненных благ в зависимости от количества и качества индивидуального труда.

## Каждый по способностям, каждому по потребностям
По мнению классиков марксизма, в коммунистическом обществе реализуется принцип «Каждый по способностям, каждому по потребностям!»

…На высшей фазе коммунистического общества, после того как исчезнет порабощающее человека подчинение его разделению труда; когда исчезнет вместе с этим противоположность умственного и физического труда; когда труд перестанет быть только средством для жизни, а станет сам первой потребностью жизни; когда вместе с всесторонним развитием индивидуумов вырастут и производительные силы и все источники общественного богатства польются полным потоком, — лишь тогда можно будет совершенно преодолеть узкий горизонт буржуазного права, и общество сможет написать на своем знамени: «Каждый по способностям, каждому — по потребностям»— К. Маркс «Критика готской программы»
Часто различие между социализмом и коммунизмом иллюстрировали различием их основных лозунгов.

Говорят, что различие между социализмом и коммунизмом в том, что лозунг социализма: «от каждого по его способностям, каждому по его труду», лозунг же коммунизма: «от каждого по его способностям, каждому по его потребностям».— Бердяев Н. А. Глава III. Человек и общество. Социализм // Царство духа и царство кесаря. — М. : Республика, 1995.